# Лам (Баварія)
Лам (нім. Lam) — громада в Німеччині, розташована в землі Баварія. Підпорядковується адміністративному округу Верхній Пфальц. Входить до складу району Кам.
Площа — 33,39 км2. Населення становить 2627 ос. (станом на 31 грудня 2020).